# Emplectonema nordgaardi
Emplectonema nordgaardi är en djurart som tillhör fylumet slemmaskar, och som först beskrevs av Punnett 1903.  Emplectonema nordgaardi ingår i släktet Emplectonema och familjen Emplectonematidae. Inga underarter finns listade i Catalogue of Life.